# Quinta legislatura del Parlamento Europeo
| Grupo políticoEstado | PPE DE | PSE | ALDE | Verdes ALE | GUE NGL | UEN | EDD | No inscr. | Escaños total |
| Alemania             | 53     | 33  |      | 7          | 6       |     |     |           | 99            |
| Francia              | 21     | 22  |      | 9          | 11      | 13  | 6   | 5         | 87            |
| Reino Unido          | 37     | 30  | 10   | 6          |         |     | 3   | 1         | 87            |
| Italia               | 34     | 17  | 8    | 2          | 6       | 9   |     | 11        | 87            |
| España               | 28     | 24  | 3    | 4          | 4       |     |     | 1         | 64            |
| Países Bajos         | 9      | 6   | 8    | 4          | 1       |     | 3   |           | 31            |
| Grecia               | 9      | 9   |      |            | 7       |     |     |           | 25            |
| Portugal             | 9      | 12  |      |            | 2       | 2   |     |           | 25            |
| Bélgica              | 6      | 5   | 5    | 7          |         |     |     | 2         | 25            |
| Suecia               | 7      | 6   | 4    | 2          | 3       |     |     |           | 22            |
| Austria              | 7      | 7   |      | 2          |         |     |     | 5         | 21            |
| Dinamarca            | 1      | 3   | 6    |            | 1       | 1   | 4   |           | 16            |
| Finlandia            | 5      | 3   | 5    | 2          | 1       |     |     |           | 16            |
| Irlanda              | 5      | 1   | 1    | 2          |         | 6   |     |           | 15            |
| Luxemburgo           | 2      | 2   | 1    | 1          |         |     |     |           | 6             |
| Total:               | 233    | 180 | 51   | 48         | 42      | 31  | 16  | 25        | 626           |

La quinta legislatura del Parlamento Europeo, asamblea parlamentaria de la Unión Europea (UE), transcurrió entre 1999 y 2004. Estuvo presidida por Nicole Fontaine.

## Resultados electorales
| Grupo parlamentario | Porcentaje de votos                       |
| --- | ----------------------------------------- |
| Partido Popular Europeo - Demócratas Europeos Partido Socialista Europeo Alianza de Liberales y Demócratas por Europa Los Verdes / Alianza Libre Europea Izquierda Unitaria Europea - Izquierda Verde Nórdica Unión por la Europa de las Naciones Europa de las Democracias y las Diferencias Otros | 37.1% 28.8% 8.1% 7.7% 6.7% 4.8% 2.6% 4.3% |

- Datos: Q3249420
- Multimedia: Members of the European Parliament (1999-2004) / Q3249420